# هرمان ريتر
هرمان ريتر (بالألمانية: Hermann Ritter)‏ هو مؤرخ موسيقى ‏ وملحن ألماني، ولد في 16 سبتمبر 1849 في فيسمار في ألمانيا، وتوفي في 25 يناير 1926 في فورتسبورغ في ألمانيا.

## وصلات خارجية
- هرمان ريتر على موقع ميوزك برينز (الإنجليزية)